# Alstonia parkinsonii
Alstonia parkinsonii är en oleanderväxtart som först beskrevs av Mohan Gangopadhyay och Chakrab., och fick sitt nu gällande namn av Lakra och Chakrab.. Alstonia parkinsonii ingår i släktet Alstonia och familjen oleanderväxter. Inga underarter finns listade i Catalogue of Life.